# Naděžda Chroboková
Naděžda Chroboková (* 1957 Karviná) je česká divadelní a filmová herečka.
Známé role
Květa Vavrušková (Ulice)

## Biografie
Narodila se roku 1957 v Karviné-Ráji, vyrostla však v blízkém Havířově. Herectví vystudovala na Státní konzervatoři v Ostravě. Její první angažmá bylo ve Státním divadle Zdeňka Nejedlého (dnešní Národní divadlo) v Ostravě, poté působila v divadlech v Opavě, Českém Těšíně a Olomouci; zde působí dodnes.
Provdala se za českého neurochirurga Jiřího Chroboka; dcera Kateřina se narodila v roce 1977, syn Jiří o deset let později. Manželství se však poté rozpadlo. Kateřina Chroboková působí jako varhanice a cembalistka, Jiří Chrobok studuje všeobecné lékařství.

### Divadelní role
- Hra bez názvu
- Krejčovský salon
- Anna Karenina
- Faust I.
- Loupežník
- Bouřlivé výšiny
- Čas vlků
- Neočekávaný host
- U kočičí bažiny
- Oddací list
- Šumař na střeše
- Za scénou
- Fyzikové
- Její pastorkyňa
- Kočka na rozpálené plechové střeše
- Marie Sabina
- Kočičí hra
- Molière
- Zázrak v černém domě
- A pak už tam nezbyl ani jeden
- Mandragora
- Tančírna
- Maškaráda Terryho Pratchetta
- Doma u Hitlerů
- Farma zvířat
- Hostinec U zeleného stromu
- Ženy a panenky
- Na miskách vah
- Vzpoura nevěst

### Filmové role
- Hořké léto (1995)
- Nuda v Brně (2003)

### Seriály
- Kázání rybám (1998)
- Strážce duší (epizoda Jeskyně běsu) (2005)
- Ulice (role: Květa Vavrušková)

### Ocenění
- 1989 – Cena za nejlepší ženský herecký výkon za roli Elisy ve hře Dekameron na Festivalu aktualit v Národním divadle v Praze
- 2007 – Cena za nejlepší ženský herecký výkon na přehlídce České divadlo, Cena primátora Statutárního města Olomouc a nominace na Cenu Thálie za roli Hester Swanové (inscenace U Kočičí bažiny)